# Mięsień brzuchaty łydki

Mięśnie brzuchate łydki

Mięsień brzuchaty łydki (łac. musculus gastrocnemius) – w anatomii człowieka dwugłowy mięsień należący do warstwy powierzchownej grupy tylnej mięśni goleni. Przyczepia się do powierzchni podkolanowej kości udowej i tylnej powierzchni torebki stawowej. Głowa przyśrodkowa rozpoczyna się powyżej kłykcia przyśrodkowego, a głowa boczna – powyżej kłykcia bocznego. W połowie wysokości goleni przechodzi w płaskie ścięgno. Łączy się ono ze ścięgnem mięśnia płaszczkowatego, tworząc ścięgno piętowe (Achillesa), kończące się na kości piętowej. Unaczyniony jest przez tętnice łydkowe, będące gałęziami tętnicy podkolanowej, a unerwiony przez gałązki nerwu piszczelowego (L4–5, S1–2). Jego funkcją jest zginanie podeszwowe, odwracanie i przywodzenie stopy.